# (523972) 1999 CW8
(523972) 1999 CW8 — астероид главного пояса. Он был открыт 12 февраля 1999 года в лаборатории поиска околоземных астероидов имени Линкольна (LINEAR).
1999 CW8 — астероид из группы аполлонов, который пересекает орбиту Земли. Его орбита имеет эксцентриситет 0,60 и наклонена на 34° к плоскости эклиптики. Астероид никогда не приближается к Земле ближе, чем на 0,2 а.е. Иногда астероид приближается к Марсу на расстояние 0,07 а.е. Входит в группу углеродных астероидов класса B. Диаметр астероида равен примерно 640 м.

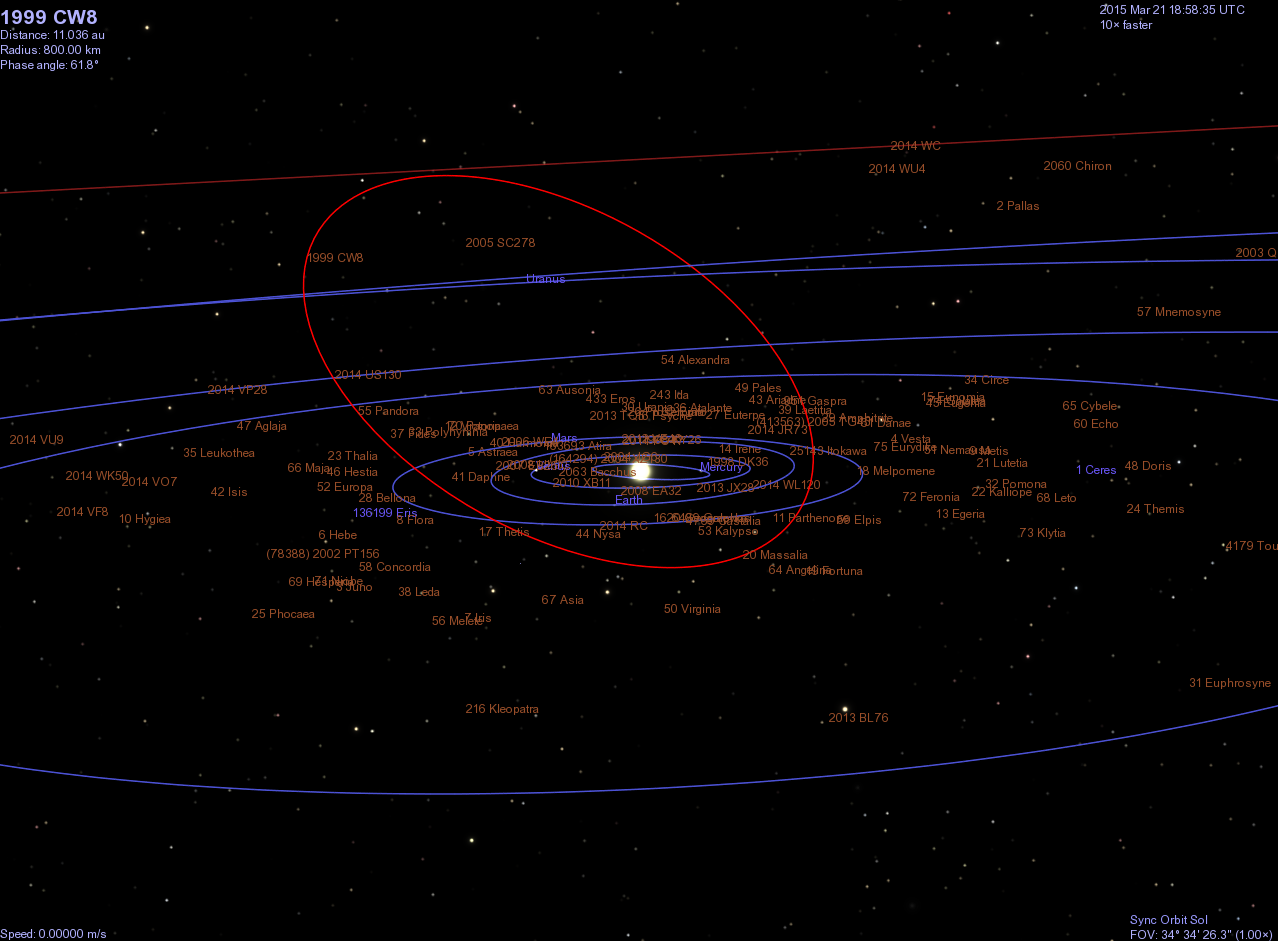
Орбита, показывающая её наклонение к плоскости Солнечной системы